# Чудновили родитељи
Чудновили родитељи (енгл. The Fairly OddParents) је америчка анимирана телевизијска серија творца Буча Хартмана за Nickelodeon и Nicktoons. Серија прати авантуре Тимија Тарнера, десетогодишњег дечака са две вилинске куме по имену Козмо и Ванда, и злонамерне 16-годишње бебиситерке по имену Вики. Серију су продуцирали Фред Сејберт из Frederator Studios-а и Nickelodeon Animation Studio, са шестом до десетом сезоном у сарадњи са Billionfold Inc.-ом.
Серија је настала из кратких филмова анимације Nick-а, Oh Yeah! Cartoons Фреда Сејберта, који су се приказивали од 1998. до 2001. године. Касније 30. марта 2001. године изабрана је као полусатна серија, због своје популарности. Првобитно је завршена 25. новембра 2006. године, са укупно пет сезона, али је 2008. године наставила. Продукција серије је поново престала у фебруару 2018. године након што је Хартман напустио Nickelodeon. Од 30. јула 2020. године, све епизоде емисије доступне су на Paramount+-у.
Премијера серије била је 9. октобра 2009. године у Србији на Disney XD, титлована на српски. Титлове је радио студио SDI Media. Премијера српске синхронизације била је 28. априла 2013. године на Nickelodeon-у. Синхронизацију је радио студио Gold Diginet.
Дана 24. фебруара 2021. године, најављено је да ће серија бити поново покренута као играна серија за Paramount+.

## Синопсис

### Радња
Серија Чудновили родитељи прича причу о десетогодишњем дечаку по имену Тими Тарнер којег родитељи занемарују, а његова бебиситерка Вики злоставља. Једног дана добија две вилинске куме, Козма и Ванду, који испуњавају сваку његову жељу да побољша свој бедни живот. Међутим, ове жеље се обично обрушавају и узрокују низ проблема које Тими мора решити. Раније епизоде серије врте се око тога да Тими покушава да се креће својим свакодневним животом код куће, у школи или негде другде у граду са својим пријатељима, Честером и Еј-Џејом, а повремено и са родитељима, док такође покушава да исправи жељу која се покварила, научивши лекцију на крају. Касније у серији, Тими жели да Козмо и Ванда добију бебу, којој су дали име Пуф. Много касније у серији, Тими је добио љубимца вилинског пса по имену Спарки. Чак и касније у серији, Тими је обавештен да због недостатка вила на располагању мора да дели Козма и Ванду са својом комшиницом Клои Кармајкл, која је у суштини његова сушта супротност. Клои воли дељење, животиње и све што је еколошки прихватљиво.
На почетку серије, Вики је била главни антагониста, али како је серија напредовала, уведено је много више зликоваца, укључујући Дензела Крокера, Тимијевог излуђеног учитеља која жели свету да докаже да виле постоје; Франсиса, школски насилник; Ремија Буксаплентија, младо дете милијардера са кумом виле по имену Хуандисимо Мањифико, који је спреман да се реши Тимијевих вилинских кумова због његове неизмерне љубоморе према њему због тога што је имао две вилинске куме у поређењу са његовом једном; Дарк Лејзер, пародија на Дарт Вејдера, који жели да уништи Тимија и Земљу; Пиксије, за које је познато да имају исто толико моћи колико и виле, али се према својим магијским моћима односе као према послу. Примарни циљ Пиксија је да преузму контролу над Вилинским светом и Земљом; анти-виле, које су сличне стварним вилама, али са суштим супротним личностима и карактерним особинама. Анти-виле су такође познате по томе што изазивају пех; и Дух Норм, који је израдио план да стекне слободу из своје лампе и освети се Тимију.

### Поставка
Серија Чудновили родитељи је смештена у измишљеном граду Димздејлу у Калифорнији. Димздејл има знак на неким планинама у близини града који је пародија на холивудски знак. У епизоди „Vicky Loses Her Icky”, градоначелник Димздејла представља знак „Добродошли у Димздејл - најлепши град на земљи!” . Међутим, на крају епизоде, председник Сједињених Држава мења реч „најлепше” у „најзлобније”. Чини се да је Димздејл просечне величине, са центром града који садржи велике зграде, небодере и градску скупштину, али такође садржи и градске четврти са приградским пребивалиштима (укључујући кварт у коме живе Тими, његови родитељи и његови пријатељи) и предузећа, попут Тимијеве школе; болнице; затвора; спортског комплекса назван Димадом, који је име добио по свом оснивачу и власнику Дагу Димадому, човеку који поседује локални ТВ канал и разне ресторане и продавнице, као и парк у центру града. Чини се да Димздејл такође има рурално пољопривредно земљиште које се налази изван града. Одрасли који живе у Димздејлу су нарочито моронски и често р” откривено је да је Димздејл основан 1660-их и добио име по човеку по имену Дејл Дим. 
Када емисија треба, своју локацију пребацује у Свет вила, дом вила, који је плутајући свет смештен на врху облака и обојан обиљем ружичасте и љубичасте боје. Свет вила приказан је као велика метропола са кућама, улицама, различитим врстама зграда и небодерима. Већина зграда у Вилинском свету има круне и звезде изнад својих кровова. Виле имају цивилизацију попут људске, али чији је примарни извор моћи магија, која такође одржава њихов свет на површини. Велика дуга делује као мост између Вилинског света и Земље, мада се чини да мост постоји само ради украса, јер се виле магијом телепортују на и са Земље. Вилински свет заправо није део Земље, већ је приказан као засебан свет у свемиру који се налази у близини Земљине орбите којем се може приступити само помоћу магије. Међу најзапаженијим знаменитостима у Вилинском свету су ужарени улазни знак на другој страни дугиног моста и џиновски штапић смештен у средишту Вилинског света који покреће магију вила. Јорген фон Стренгл, који делује као вођа вила и Света вила, огромна је и жилава вила са аустријским нагласком, слично Арнолду Шварценегеру. Јорген лично не воли Тимија на почетку серије, али временом му постаје драг.
Још једна локација која се види у емисији је град Чинсинати, родни град Тимијевог омиљеног суперхероја из стрипа, Кримсона Чина. Друга места укључују мрачни и уврнути Свет вила, мрачни пандан вилинском свету у коме бораве антивиле; досадна и сива метропола Пиксија, дом Пиксијаа; и Југопотамија, још једна планета на којој је Тимијев ванземаљски пријатељ Марк Чангмливд до епизоде „” када Тими позива Марка да живи у сметлишту Димздејла како би побегао од своје зле веренице, принцезе Менди.

## Гласовне улоге
| Улога                         | Српски глас |
| ----------------------------- | --- |
| Тими Тарнер                   | Јелена Стојиљковић (С5-9) Софија Јуричан (С10) |
| Клои Кармајкл                 | Јована Чуровић |
| Тимијев тата                  | Марко Јањић |
| Тимијева мама                 | Нина Лазаревић (С5-8) Марија Огњеновић (С9, неке епизоде) Маријана Живановић (С9-10)                                                                     |
| Козмо                         | Марко Марковић |
| Ванда                         | Ана Кораћ |
| Пуф                           | Јелена Петровић (С9Е38) Ивана Тењовић (C9) Милош Ђуричић (С10)                                                                                           |
| Спарки                        | Милош Дашић |
| Вики                          | Јадранка Пејановић (С9-10) Маријана Живановић (С5-8) Сања Петровић (С5-8, неке епизоде) Михаела Стаменковић (С10Е1) Тамара Јанковић (С5-6, неке епизоде) |
| Кони Кармајкл                 | Снежана Нешковић (C10E1-13) Валентина Павличић (C1014-20)                                                                                                |
| Дензел Крокер                 | Предраг Дамњановић (С5-8) Милан Тубић (С9-10) |
| Френсис                       | Милан Тубић |
| Анти-Козмо                    | Марко Марковић |
| Анти-Ванда                    | Ана Кораћ |
| Фуп (Анти-Пуф)                | Лако Николић |
| Госпођа Крокер                | Маријана Живановић (С5-8) Милан Антонић (С7Е37) Михаела Стаменковић (С9-10)                                                                              |
| Дарко Ласер                   | Никола Немешевић |
| Реми                          | Бранислав Јевтић |
| Гђа Сунчица (Гђа Апокалиптић) | Angela Kassiani |
| Јорген Вон Стренгл            | Томаш Сарић (С5-9) Милош Ђуричић (С10) |
| Бинки                         | Лако Николић |
| Хуандисимо                    | Томаш Сарић |
| Купидон                       | Немања Живковић |
| Вила Зубић                    | Мариана Аранђеловић (С9Е23) Снежана Нешковић (С9Е03) Јована Чуровић (С5-8) Милена Моравчевић (С9Е26)                                                     |
| Велики Тата                   | Милош Дашић |
| Мама Козма                    | Михаела Стаменковић |
| Шнозмо                        | Лако Николић |
| Нана Бум Бум                  | Томаш Сарић |
| Јелена Вилић                  | Маријана Живановић |
| Др Рип Штадвел                | Милан Антонић Милан Тубић Стеван Пиале Милош Дашић |
| Гримизна Брада                | Марко Марковић |
| Златнолокна                   | Дорис Милошевић |
| Градоначелник                 | Бојан Хлишић Раде Ћосић (неке епизоде) |
| Звонко Микрофонко             | Милош Дашић (неке епизоде) Милан Антонић |

## Епизоде
| Сезона | Сезона | Епизоде | Епизоде          | Оригинално емитовање | Оригинално емитовање | Оригинално емитовање |
| Сезона | Сезона | Епизоде | Епизоде          | Премијера            | Финале               | Мрежа                |
| ------ | ------ | ------- | ---------------- | -------------------- | -------------------- | -------------------- |
|        | 1.     | 6       | 6                | 30. март 2001.       | 4. мај 2001.         | Nickelodeon          |
|        | 2.     | 14      | 14               | 9. децембар 2001.    | 20. јануар 2003.     | Nickelodeon          |
|        | 3.     | 19      | 19               | 8. новембар 2002.    | 21. новембар 2003.   | Nickelodeon          |
|        | 4.     | 20      | 20               | 7. новембар 2003.    | 10. јун 2005.        | Nickelodeon          |
|        | 5.     | 21      | 21               | 2. јул 2004.         | 25. новембар 2006.   | Nickelodeon          |
|        | 6.     | 20      | 20               | 18. фебруар 2008.    | 12. август 2009.     | Nickelodeon          |
|        | 7.     | 20      | 20               | 6. јул 2009.         | 5. август 2012.      | Nickelodeon          |
|        | 8.     | 6       | 6                | 12. фебруар 2011.    | 29. децембар 2011.   | Nickelodeon          |
|        | 9.     | 26      | 26               | 23. март 2013.       | 28. март 2015.       | Nickelodeon          |
|        | 10.    | 20      | 9                | 15. јануар 2016.     | 16. септембар 2016.  | Nickelodeon          |
| 11     | 10.    | 20      | 18. јануар 2017. | 26. јул 2017.        | Nicktoons            |                      |